# 아동 복지
아동 복지(兒童福祉, 영어: child protection)는 아동의 권리를 보호하고 삶의 질을 향상시키기 위한 사회사업이다.

## 아동청소년이 겪는 문제

### 아동 노동
후진국에서는 경제적 빈곤 때문에 아동청소년이 노동에 내몰리는 경우가 있다. 아동 노동은 성인으로 성숙하는데 장애를 야기하고 교육의 기회를 박탈하며, 이들이 하는 일은 힘들고 위험한 일이다. 아동 노동을 하는 사람이 얼마나 있고, 그들이 하는 일이 얼마나 어려운지를 파악하기는 힘들다. 최소한 15억 명의 5세 이하 아동이 노동을 하고 있다는 것이 2004년에 밝혀졌다.

### 아동 학대
정부가 아동복지의 대상으로 삼는 아동들 중 대부분은 다음과 같은 문제를 겪고 있다.
- 아동 성학대(CSA)
- 아동 방임(CN)
- 신체적 학대
- 정신적 학대

이러한 문제에 노출된 아동들에게 정부는 아동센터를 통한 지원을 하거나 경찰력을 동원하거나, 입양을 통해 문제를 해결한다.

### 자립준비 청소년의 경제적· 교육적인 어려움[1]
매년 2600명 정도의 자립준비청년이 사회로 나오고 있다. 아동복지법상 ‘보호대상아동’은 만 18세가 되면 ‘보호종료아동’이 된다. 지난 8월 정부는 보호종료아동이라는 명칭을 ‘자립준비청년’으로 바꾸는 내용을 포함한 자립지원제도 개선안을 발표했다. 골자는 경제적 자립과 주거지원이고, 이를 위하여 자립지원전담기관과 인력을 확충하겠다는 계획도 있었다. 그런데 아직 갈 길이 멀다.

## 국제 협약
국제노동기구는 유엔 산하의 노동 관련 문제를 다루기 위해 1919년 설립된 기관이며, 이 기관은 아동 노동문제 또한 다룬다.
1959년 11월 20일 유엔 총회는 아동의 권리에 관한 협약 체결과 동시에 아동권리선언을 발표하였다.
유엔아동기금 (UNICEF)은 장기간에 걸쳐 개발도상국의 아동청소년과 그 부모들을 지원하고 있다. 또한 유엔은 2000년에 소년병을 징집하지 않는 것에 동의했으나, 이것의 진정성은 의심받고 있다.

## 같이 보기
- 세이브 더 칠드런
- 유니세프
- 전쟁 고아 재단
- 아동 학대
- 아동 성학대
- 반응성 애착 장애

1. ↑  김, 예원 (2021년 11월 1일). “자립준비청년들의 각자도생”. 《경향신문 오피니언》.